# Teucholabis biramosa
Teucholabis biramosa là một loài ruồi trong họ Limoniidae, được Alexander miêu tả khoa học lần đầu tiên năm 1940. Loài này phân bố ở vùng Tân nhiệt đới.